# Risotto
El risotto és un plat típic de la cuina italiana basat en l'arròs. Els risottos provenen del nord d'Itàlia i especialment famós és el risotto milanès.
Es troba amb nombroses variants a tot Itàlia però on està més difós és a la part nord.
La característica principal és el manteniment del midó que al final de la cocció lliga els grans d'arròs entre ells com si fos una crema.
Generalment els ingredients que es fan servir són la ceba, la mantega o l'oli i el vi blanc.
Els altres ingredients acostumen a ser brous vegetals o de peix.
Molt sovint es gratina amb formatge i mantega.